# Kasper in de onderwereld
Kasper in de onderwereld est un film belge réalisé en 1979 par Jef van der Heyden d'après le roman De goden moeten hun getal hebben de Hubert Lampo paru en 1969.

## Fiche technique
Source : IMDb, sauf mention contraire
- Réalisateur et dialogues : Jef van der Heyden
- Scénario : Hubert Lampo
- Photographie : Theo van de Sande
- Montage : Jan Dop
- Musique : François Glorieux
- Costumes : Erna Vonck
- Format : Couleur  - Son mono
- Pays d'origine : Belgique
- Sociétés de production : Films Van de Velde P.V.B.A. et Ministerie van Nederlandse Kultuur
- Dates de sortie :
  - Belgique : 1er janvier 1979
- Genre : film dramatique

## Distribution
- Lieve Berens : La prostituée
- Piet Bergers : Le Président
- Rosemarie Bergmans : Femme à Geel
- Camilia Blereau
- Rik Bravenboer : L'homme au drapeau de signalisation
- Joris Collet : Le leader des grévistes
- Leo Haelterman : Docteur Molenaar
- Loet Hanekroot : Le prêtre-ouvrier
- Jos Houben : Kasper
- Charles Janssens : Simon
- Anita Koninck : Leentje
- Ann Petersen : La femme du Président
- Suzanne Saerens : Alix
- Max Schnur : Le premier gréviste
- Annelies Vaes : Euridice
- Marieke van Leeuwen : Femme en jaune
- Johan Van Lierde : Le troisième  gréviste
- Gaston Vandermeulen : Benedictus
- Bernard Verheyden : Le deuxième gréviste
- Manu Verreth : Jonathan